# Đảng Công lý và Phát triển (Thổ Nhĩ Kỳ)
Đảng Công lý và Phát triển (tiếng Thổ Nhĩ Kỳ: Adalet ve Kalkınma Partisi), viết tắt JDP bằng tiếng Anh và AK parti hoặc AKP † trong tiếng Thổ Nhĩ Kỳ, là một đảng chính trị trung hữu ở Thổ Nhĩ Kỳ. Đảng này là lớn nhất tại Thổ Nhĩ Kỳ, với 334 nghị sĩ của quốc hội. Lãnh đạo của đảng, Recep Tayyip Erdoğan, là Thủ tướng, trong khi đảng viên Abdullah Gül là cựu Tổng thống.
Được thành lập vào năm 2001 bởi các thành viên của một số đảng hiện hữu, đảng này đã giành một chiến thắng lớn trong cuộc bầu cử năm 2002, chiến thắng trên hai phần ba số ghế quốc hội. Abdullah Gül trở thành Thủ tướng, nhưng một sửa đổi hiến pháp năm 2003 cho phép Erdogan dành vị trí của mình. Trong cuộc bầu cử sớm trong năm 2007, AKP tăng tỷ lệ phiếu bầu đến 47%; số lượng ghế đã giảm xuống còn 341, nhưng Erdogan đã được trở lại giữ chức Thủ tướng, trong khi Gül đã được bầu làm Tổng thống.
Đảng AK miêu tả bản thân là một đảng bảo thủ, ủng hộ một nền kinh tế thị trường tự do và Thổ Nhĩ Kỳ gia nhập Liên minh châu Âu. Năm 2005, Đảng AK đã được cấp thành viên quan sát trong Đảng Nhân dân châu Âu.